# Canais de Marte

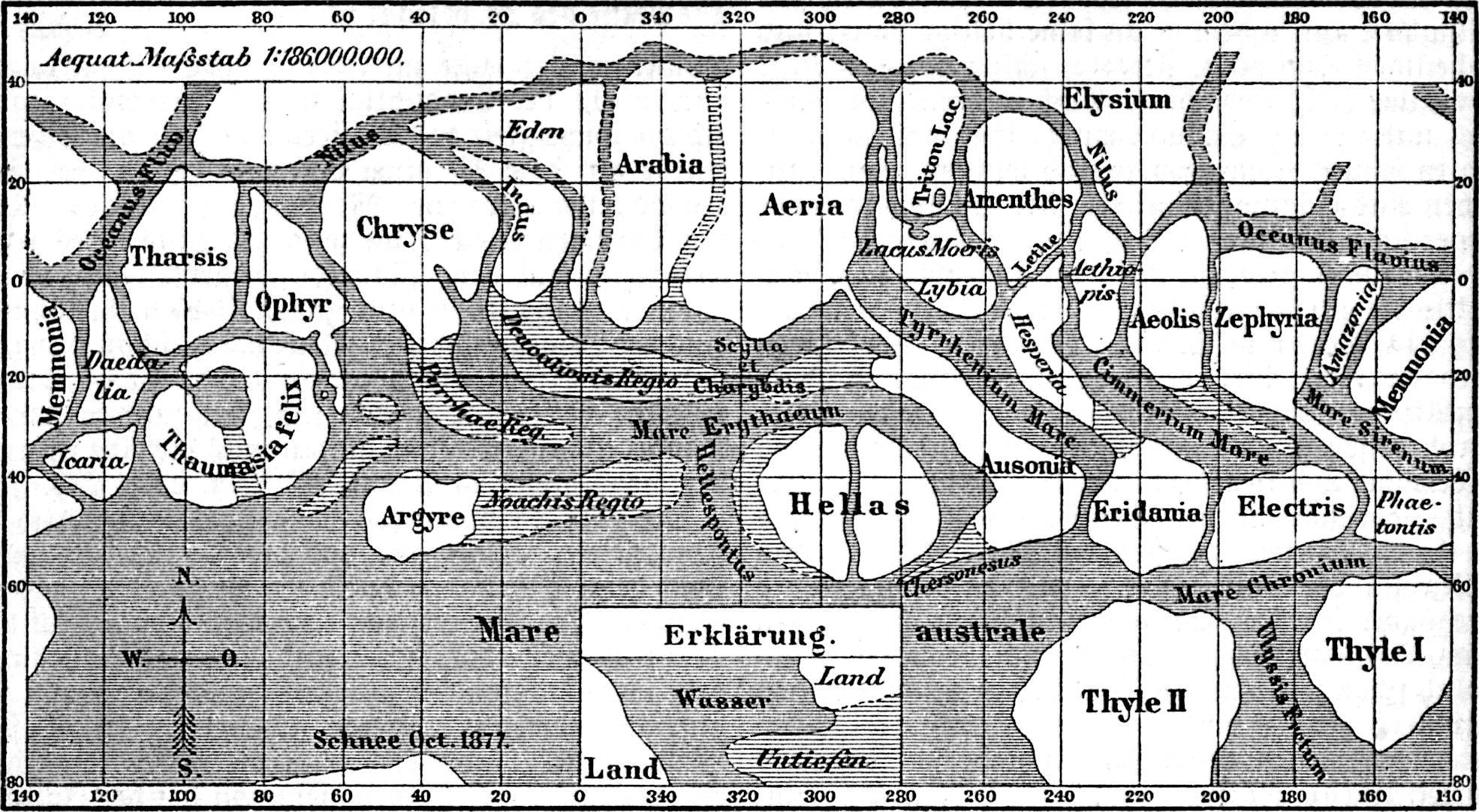
Mapa de Giovanni Schiaparelli

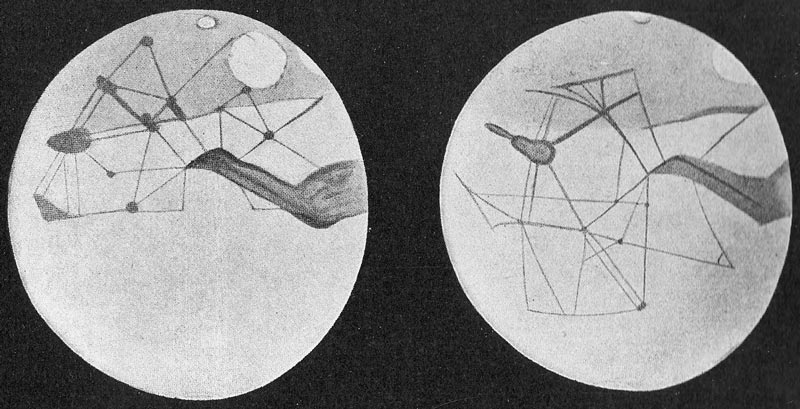
Canais por Percival Lowell

Os canais de Marte são aparentes marcações lineares longas e retas na superfície do planeta Marte observadas em 1877 pelo astrônomo e estadista italiano Giovanni Schiaparelli. Em sua descrição, designou essas marcações pelo termo italiano canali, cujo aspecto neutro não pretendia definir se eram estruturas naturais ou artificiais. Seus escritos geraram grande repercussão ao longo do tempo e na virada do século XX, o astrônomo estadunidense Percival Lowell retomou o assunto e defendeu que seriam faixas de vegetação, margeando canais de irrigação escavados por seres inteligentes para transportar água. Lowell e outros estudiosos descreveram essas redes de canais repletas de interseções escuras chamadas oásis e cobrindo grande parte da superfície do planeta.
Houve grande debate a respeito da existência desses supostos canais, mas a falta de recursos tecnológicos suficiente para resolver a questão deixou o problema em aberto por décadas, haja vista estar envolvido com a possibilidade de vida inteligente fora da Terra. A controvérsia foi resolvida apenas quando imagens em close da superfície marciana foram tiradas das naves espaciais Mariner 4 (1965) e Mariners 6 e 7 (1969). As fotos mostravam muitas crateras e outras características, mas nada que se assemelhasse a redes de longos canais lineares, naturais ou artificiais. A partir disso, assumiu-se que os supostos canais eram consequência de ilusões causadas pelo alinhamento casual de crateras e outras características naturais da superfície vistas em telescópios perto do limite de resolução.